# Scleria racemosa
Scleria racemosa är en halvgräsart som beskrevs av Jean Louis Marie Poiret. Scleria racemosa ingår i släktet Scleria och familjen halvgräs. Inga underarter finns listade i Catalogue of Life.